# Episodi di Dr. Sommerfeld - Neues vom Bülowbogen (quinta stagione)
La quinta stagione della serie televisiva Dr. Sommerfeld - Neues vom Bülowbogen è stata trasmessa in anteprima in Germania da Das Erste tra il 5 gennaio 2002 e il 15 giugno 2002.
| nº | Titolo originale             | Titolo italiano | Prima TV Germania | Prima TV Italia |
| -- | ---------------------------- | --------------- | ----------------- | --------------- |
| 1  | Das Ultimatum                | inedito         | 5 gennaio 2002    | inedito         |
| 2  | Freundschaft verpflichtet    | inedito         | 12 gennaio 2002   | inedito         |
| 3  | Das Arrangement              | inedito         | 19 gennaio 2002   | inedito         |
| 4  | Liebeswahn                   | inedito         | 26 gennaio 2002   | inedito         |
| 5  | Frühlings Erwachen           | inedito         | 2 febbraio 2002   | inedito         |
| 6  | Flugversuche                 | inedito         | 16 febbraio 2002  | inedito         |
| 7  | Ein gefährlicher Deal        | inedito         | 23 febbraio 2002  | inedito         |
| 8  | Zurückbleiben, bitte!        | inedito         | 9 marzo 2002      | inedito         |
| 9  | Bis hierher und nicht weiter | inedito         | 16 marzo 2002     | inedito         |
| 10 | Unter Verdacht               | inedito         | 23 marzo 2002     | inedito         |
| 11 | Auf verschiedenen Frequenzen | inedito         | 30 marzo 2002     | inedito         |
| 12 | Es gibt ein Zurück           | inedito         | 6 aprile 2002     | inedito         |
| 13 | Aufbruch                     | inedito         | 13 aprile 2002    | inedito         |
| 14 | Alte Wunden                  | inedito         | 20 aprile 2002    | inedito         |
| 15 | Riskante Harmonie            | inedito         | 27 aprile 2002    | inedito         |
| 16 | Einsichten                   | inedito         | 4 maggio 2002     | inedito         |
| 17 | Einer für alle               | inedito         | 11 maggio 2002    | inedito         |
| 18 | Kochduell                    | inedito         | 18 maggio 2002    | inedito         |
| 19 | Außer Atem                   | inedito         | 25 maggio 2002    | inedito         |
| 20 | Shaken und Schäkern          | inedito         | 1º giugno 2002    | inedito         |
| 21 | Hektik, Panik, Erotik...     | inedito         | 8 giugno 2002     | inedito         |
| 22 | Ein plötzliches Ende         | inedito         | 15 giugno 2002    | inedito         |